# AWSensors
Advanced Wave Sensors (AWSensors) es una empresa española de investigación y alta tecnología ubicada en Valencia, España.  La compañía desarrolla, produce y comercializa instrumentos electrónicos de detección de alta precisión para investigación básica,  investigación preclínica y  aplicaciones industriales. Creada por un equipo de ingenieros de la Universidad Politécnica de Valencia (UPV), mediante sus sensores de alta sensibilidad consiguen detectar y pesar capas muy finas de moléculas, con masa inferior a los nanogramos.

## Investigación y Desarrollo
A raíz de un largo proceso de investigación, que comenzó en los años 90, la compañía ha desarrollado una tecnología basada en microbalanzas de cristal de cuarzo (QCM, por sus siglas en inglés) que son sometidas a corrientes eléctricas de alta frecuencia capaces de detectar interacciones moleculares en materiales, gases y líquidos. La monitorización de la microbalanza permite también obtener información sobre viscoelasticidad, y otras características estructurales de la materia a nivel atómico. Se consigue así medir las interacciones de las moléculas en la superficie del sensor y su evolución en contacto con especies en gases y líquidos. La monitorización, al ser en tiempo real, permite resultados inmediatos, fáciles de procesar y de menor coste que otras tecnologías de detección.
Las patentes derivadas de esta tecnología se han aplicado en diversos procesos de la industria alimentaria, para implantes dentales y en la salud, destacando los sensores para la detección de cáncer de diversos tipos. 
En 2015 sus innovaciones se aplicaron a la medicina personalizada para la detección del cáncer colorrectal a través de muestras de sangre o de saliva (biopsia líquida). AWSensors coordinó el proyecto europeo Liqbiopsens (2016-2018) para la realización de controles sencillos y no invasivos, la detección precoz y la monitorización periódica del cáncer. Este tipo de análisis es tres veces menos costoso y evita pasar por el quirófano para una biopsia de tejidos. El nuevo sistema en desarrollo se basa en la localización del ADN que libera el tumor en el organismo, permitiendo detectar el ADN circulante y las mutaciones que contiene asociadas al cáncer con más de un 95 por cien de fiabilidad, y en menos de una hora.
El consorcio del proyecto Liqbiopsens, liderado por la compañía española y formado por  entidades públicas y privadas, incluyó a Destina Genomics Ltd. (Reino Unido), la Universidad Católica de Louvain (Bélgica), la Fundación Hellas para la investigación y la tecnología (FORTH, Grecia), el Servicio Andaluz de Salud (España) y Sistemas Genómicos SL (España). En él había expertos en oncología, genómica, nanomateriales, microelectrónica y microfluídica.
Entre 2017 y 2021, la empresa valenciana fue parte del proyecto europeo CATCH-U-DNA para la detección de ADN circulante y fragmentos procedentes de las células tumorales de cáncer de colon y de pulmón obtenidos mediante biopsia líquida. Además de continuar con la investigación experimental de los sensores de cristal de cuarzo en combinación con el sistema de identificación del ADN,  la compañía aportó un sistema de array de sensores para realizar pruebas preclínicas de exploración de estas mutaciones con gran rapidez. Entre las aplicaciones más innovadoras de la investigación está su incorporación en un futuro a equipos portátiles para el rastreo y análisis “in situ”, lo que permitirá su uso en el lugar donde se presta atención sanitaria o en países en desarrollo y con escasa infraestructura de laboratorios. En este proyecto el equipo trabajó en coordinación con la Fundación Hellas para la investigación y la tecnología (FORTH, Grecia), la Universidad de Creta (Grecia); el Instituto Curie (Francia); la Universidad Ben-Gurión del Néguev (Israel); la empresa alemana Jobst Technologies (Alemania) y la Universidad Autónoma de Madrid (España).
Los desarrollos para la industria alimentaria se utilizan en la localización de contaminantes, como pesticidas y antibióticos en la producción de miel (Instituto de Ingeniería de los Alimentos, UPV). Más recientemente, AINIA (España) apostó por la tecnología de AWSensors para abordar la detección de Listeria monocytogenes en alimentos.
Centros de investigación de Estados Unidos, Alemania, Portugal, Francia, Grecia, Turquía, China, Singapur, Japón y Colombia, entre otros, cuentan con productos de la compañía.

## Historia
La compañía fue creada en 2009 por Antonio Arnau Vives, catedrático de Ingeniería Electrónica de la Universidad Politécnica de Valencia, tras 25 años de investigación con los cristales de cuarzo. La empresa surgió como una extensión de investigación de la UPV, institución que forma parte de su accionariado. La sociedad se creó con la idea de comercializar los hallazgos tecnológicos de los sensores de alta frecuencia y acercarlos a la comunidad científica. La empresa comercializa sus productos desde 2012, y su equipo humano está compuesto por un 40% de doctores, ingenieros con masters y especialistas en la tecnología QCM. 
AWSensors ha desarrollado una destacada actividad investigadora e innovadora como los sensores de QCM de alta frecuencia fundamental. Gracias a esta actividad, la empresa ha encontrado los recursos para seguir avanzando en investigación e innovación mediante recursos propios y la participación en proyectos europeos y nacionales, cuyos resultados han sido publicados en revistas científicas de alto impacto y patentados por la empresa.
A lo largo de su trayectoria, la compañía ha conseguido el soporte del ecosistema emprendedor valenciano, destacando entre otros el apoyo de Carlos Navarro, fundador de la empresa fotovoltaica Siliken. Desde 2020 AWSensors pertenece al grupo QCMTEC formado por fusión con otras dos empresas, AWSensorsDx (España) y QuartzPro (Suecia).

## Patentes
- Método y dispositivo para la nanogravimetría en medios fluidos mediante resonadores piezoeléctricos (WO2010149811A1).
- Célula de medición (WO2018146348).
- Dispositivo sensor (WO2020053455).
- Método para la caracterización de la respuesta de sensores resonantes (PCT/ES2021/070518).
- Dispositivo y procedimiento para la mejora de la estabilidad y el límite de detección de sensores de onda acústica (P202130351).

## Reconocimientos
- En 2011, el Instituto IDEAS, de la Universidad Politécnica de Valencia, junto con la sociedad Compromiso Social Bancaja, concedió el 1er Premio a AWSensors de Empresas Basadas en Investigación.[10]

- En 2019 fue galardonada con el Premio a la Innovación en Tecnología Acústica en la tercera edición de los Premios a la Tecnología y la Innovación otorgados por el diario La Razón.[11]

- En 2020, el Ministerio de Ciencia e Innovación español, nombró a AWSensors como “PYME Innovadora”.[12]